# Mavzol
Mavzol (grško starogrško Μαύσωλος: Mausolos ali starogrško Μαύσσωλλος: Maussollos) je bil vladar Karije, ki je vladal leta 377-353 pr. n. št., * ni znano, † okoli 353 pr. n. št..
Čeprav je bil uradno perzijski satrap, je imel de facto položaj kralja oziroma dinasta, ki ga je ustanovil in utrdil njegov oče Hekatomen. Hekatomen je nasledil umorjenega ahemenidskega satrapa Tisaferna, zavladal v Karijski satrapiji in ustanovil nasledstveno dinastijo Hekatomnidov. 

## Življenjepis
Mavzol je bil najstarejši Hekatomnov sin, po poreklu Karijec. Karijski satrap je postal po Tisafernovi smrti okoli leta 395 pr. n. št.. 
Mavzol je sodeloval v uporu satrapov (366-360 pr. n. št.), nekaj časa na strani svojega uradnega suverena Artakserksa Mnemona in nekaj časa na nasprotni strani. Osvojil je velik del Likije, Jonije in grških otokov in sodeloval z Rodosom v zavezniški vojni (357-355 pr. n. št.) proti Atenam. Prestolnico svojega kraljestva je iz tradicionalne prestolnice karijskih kraljev Milase preselil v Halikarnas. 
Mavzol je gojil grško kulturo. Najbolj znan je po svoji monumentalni grobnici – mavzolej v Halikarnasu, zgrajeni na ukaz njegove vdove (in sestre) Artemizije II.. Antipater Sidonski je mavzolej uvrstil na seznam sedmih čudes antičnega sveta. Grobnico sta po Artemizijini smrti dokončala arhitekta  Satir Paroški in Pitij Prienski in kiparji Skopas, Leohar, Briaksis in Timotej. Nekateri so domnevno delali samo zaradi lastne slave. Nekaj ostankov grobnice je še vidnih v turškem mestu Bodrum.
Izraz mavzolej se je kasneje začel uporabljati za vse veličastne grobnice.
Napis, ki so ga odkrili v Milasu, antični Milasi, opisuje podrobnosti kaznovanja nekaj zarotnikov, ki so ga poskušali leta 353 pr. n. št. umoriti na slovesnostih v templju v Labrandi.

## Sklic
1. ↑  H. Chisholm, urednik  (1911).  Encyclopædia Britannica (11. izdaja.). Cambridge University Press.

## Vir
- Simon Hornblower. Mausolus, Clarendon Press, Oxford 1982.